# روبرت نافارو (لاعب كرة قدم)
روبرت نافارو (بالإسبانية: Robert Navarro)‏ هو لاعب كرة قدم إسباني في مركز مهاجم داخلي، ولد في 12 أبريل 2002 في برشلونة في إسبانيا. لعب مع ريال سوسيداد ب وريال سوسيداد ونادي موناكو.

## وصلات خارجية
- روبرت نافارو على موقع قاعدة بيانات كرة القدم.إي يو (الإنجليزية)
- روبرت نافارو على موقع Soccerway.com (الإنجليزية)
- روبرت نافارو على موقع عالم كرة القدم.نت (الإنجليزية)